# Ág

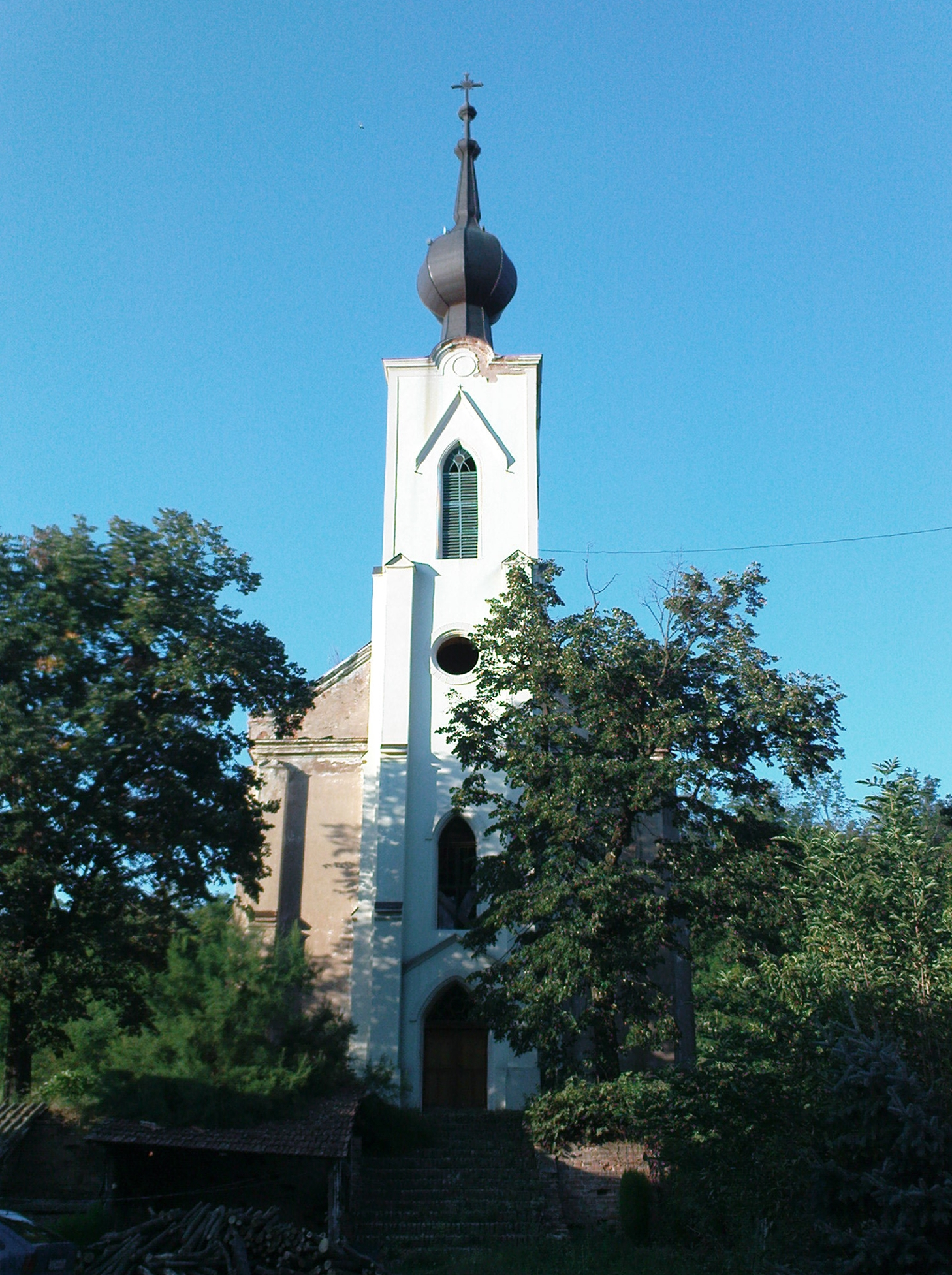
Evangelische Dorfkirche in Ág

Ág (deutsch: Neudak) ist ein kleines, landwirtschaftlich geprägtes Dorf zwischen Dombóvár und Komló, 25 km nördlich der Komitatshauptstadt Pécs gelegen. Der Ort befindet sich im ungarischen Süd-Transdanubien im Komitat Baranya in den hügeligen nördlichen Ausläufern des Mecsekgebirges.
Der deutsche Ortsname Ágs aus Zeiten der Donaumonarchie lautet: „Neudak“.

## Geschichte
Ág, früher „Nagy Ág“ (großer Ast), entwickelte sich aus dem benachbarten Ort „Almás“ heraus. Erstmals urkundlich erwähnt wird der Ort im Jahr 1542 unter den Namen „Naaghag“, später „Naghagh“ als Besitz von Bodó Farkas. Mitglieder der ungarischen Adelsfamilie Bodó waren im 15. Jahrhundert die Grundherren des Gebiets.
Nach dem Sieg der Türken über das ungarische Heer unter Ludwig II. bei der Schlacht bei Mohács im Jahr 1526 fällt das Gebiet als Teil des Osmanischen Reiches unter türkische Besatzung. Ág wird zu dieser Zeit von Magyaren bewohnt.
Im Zuge der folgenden, 150 Jahre andauernden Kriegswirren wurde ein Großteil der Siedlung zerstört und die Bevölkerung durch Seuchen, Verschleppung und Abwanderung minimiert. Zum späten 17. Jahrhundert ergab sich ein gravierender Mangel an Landwirten und Arbeitskräften im Land. Die Grundherren warben um neue Einwanderer. Zur gleichen Zeit herrschten im Heiligen Römischen Reich Überbevölkerung, Missernten und Kriege, die zur Entscheidung zur Auswanderung vieler Deutscher führten. Begünstigt wurde diese durch die Krönung Karls III. zum König von Ungarn 1712, der gleichzeitig als Kaiser Karl VI. Landesherr im alten deutschen Reich war. Ab Mai 1712 sammelten sich deutsche Auswanderer in Ulm, um sich mit Booten, den sgn. Ulmer Schachteln die Donau hinabschiffen zu lassen. Die deutschen Auswanderer wurden in Preßburg oder Wien von den ungarischen Grundherren erwartet und von dort aus auf ihre Güter geschickt. (Die deutschen Einwanderer in Ungarn werden im Allgemeinen als Donauschwaben oder als Ungarndeutsche bezeichnet. Das Gebiet speziell auch um Ág findet sich aufgrund der Ansiedlung vieler Deutscher auch häufig als „Schwäbische Türkei“.)
In Ág wurden ab der zweiten Hälfte des 18. Jahrhunderts lutherische Hessen angesiedelt. Das Gebiet gehörte zu dieser Zeit dem Besitz der Familie Esterházy an. Ab 1776 vergrößerte sich das Dorf durch weitere Zuwanderer. Ein Gebets- und Lehrerhaus wurde eingerichtet, welches 1780 eine Glocke erhielt. Im Jahr 1882 erhielten Das Gebetshaus sowie die Schule größere Räumlichkeiten. Die evangelische Kirche Ágs wurde 1892 erbaut und eingeweiht.
Mit dem Ende der Revolution 1848 wurde die Komitatsautonomie des Adels und damit auch jene des Fürsten Paul Eszterházy beendet. Das Gebiet um Ág wurde dem Verwaltungsbezirk Ödenburg, dem heutigen Sopron zugeordnet. Der bisherige Wahlkreis „Mágocs“ wurde vergrößert und erhielt den neuen Namen „Hegyháter Kreis“. Es befanden sich nun mehrheitlich magyarische Gemeinden in diesem Kreis, wodurch er als magyarisch qualifiziert werden konnte. Am 2. März 1853 wird die 1848 beschlossene Reform als „Urbarialpatent“ gesetzlich verankert. Es erfolgte eine Grundablösung der Urbarialflächen von den Grundherren, welche von den Fronbauern Ágs bezahlt werden musste. Auch die Handwerker des Dorfes hatten sich ihre früheren Rechte abzulösen und zu erwerben.
Nach dem Attentat von Sarajevo am 28. Juni 1914 begann am 21. Juli 1914 mit der Verkündung der allgemeinen Mobilmachung der Erste Weltkrieg. Für die Einwohner Ágs bedeutete dies den Einsatz ihrer Ersparnisse in Kriegsanleihen und eine Abgabepflicht für die Landwirtschaft. Aufgrund zahlreicher Gefallener wurden im Verlauf des Krieges häufig Kriegsgefangene zur Arbeit herangezogen. Es kam verstärkt zu Tauschhandel und Inflation. Von den Einwohnern Ágs waren im Laufe des Krieges insgesamt zwölf Gefallene zu beklagen.
Ende 1918 zeichnete sich die Niederlage der „Österreich-Ungarischen-Monarchie“ und damit der Zerfall des Vielvölkerstaates ab. Das Anbahnen einer Revolution äußerte sich unter anderem in der Bildung von Volksräten (Néptanács) in den Gemeinden. Der „Bauernbund“ wurde auf Grundlage des Volksgesetzes 1919/VI.J10 aktiv. Ziel der Bewegung war die Zusammenführung von mehrheitlich von Deutschen bewohnten Gemeinden zu einem deutschen Regierungsbezirk. Hierzu wurden zwei Volksversammlungen am 2. März und am 27. April 1919 abgehalten. Die Regierung beendete schließlich die Tätigkeit der Räte. Es kam zur Gegenrevolution, der sogenannten Horthy-Ära im Zuge derer der Vorsitzende des Deutsch-Ungarischen Volksrates Jakob Bleyer zum Minister für Nationale Minderheiten in der neu gebildeten Regierung Friedrich ernannt wurde. Seine Aufgabe sah er speziell in der Verteidigung der im „Trianoner Frieden“ verankerten Minderheitsrechte. Er rief u. a. das „Sonntagsblatt für das deutsche Volk in Ungarn“ und die „Deutsch-Ungarischen Heimatblätter“ ins Leben. Am 15. Juni 1923 gründete er den „Ungarländisch Deutschen Volksbildungsverein“. Im Jahre 1938 wird der Verein zugunsten des „Volksbunds der Deutschen in Ungarn“ (VDU) aufgelöst. Zu dieser Zeit herrscht in den deutschen Gemeinden um Ág auch durch den Einfluss des „Bauernbund-Blattes“ eine zunehmend nationalistische Stimmung.
Unter Ministerpräsident Pál Teleki, Miklós Horthy als Reichsverweser und dem obersten Verteidigungsrat erfolgt am 28. Juni 1940 die Anordnung zur Mobilmachung. Zwischen Ungarn und Deutschland wurde eine Vereinbarung getroffen, nach der dem „ungarländischen Deutschtum“ besondere Rechte eingeräumt wurden. Diese beinhaltete u. a. den freien Gebrauch und die schulische Lehre der deutschen Sprache sowie eine Einstellung der bis dato von der ungarischen Regierung vorangetriebene Zwangsmagyarisierung. Zu Beginn des Jahres 1941 erfolgte eine Volkszählung, bei welcher auch nach Muttersprache und Nationalität gefragt wurde. Eine Kommission bereiste im Auftrag des Ministerpräsidenten das Komitat Baranya bzw. auch die Gemeinde Ág, um die Volkszählung wissenschaftlich zu beobachten. Nach Muttersprache wurden 364, nach Nationalität 338 Deutsche in Ág gezählt.
Mit der Beteiligung ungarischer Truppen an Kampfhandlungen gegen Jugoslawien und der Besetzung des Baranya-Dreiecks begann für Ungarn als Verbündeter Deutschlands am 11. April 1941 der Zweite Weltkrieg. Zwischen 1940 und 1945 wurden 21 Volksdeutsche Männer aus Ág zum Kriegsdienst eingezogen; 13 davon gelten später als vermisst. Im Herbst 1944 marschiert die Rote Armee in Ungarn, am 1. Dezember 1944 in Ág ein. Am 5. Dezember 1944 einigten sich in Moskau übergelaufene ungarischen Generäle und Führer der ungarischen Kommunisten auf eine Koalitionsregierung, welche am 22. Dezember 1944 eingesetzt wurde. Mit dem Einmarsch der Roten Armee Anfang Dezember in Ág ergab sich auch ein Wandel bei der Gemeindevertretung: Vertreter der Kommunisten oder nahestehender Gruppen übernahmen die Verwaltung. Weihnachten 1944 erreichte Ág die Botschaft, dass sich alle deutschen Männer zwischen 17 und 45 Jahren und Frauen zwischen 18 und 30 Jahren zum Arbeitseinsatz zu melden hatten. Angeblich für eine vierzehntägige Maisernte wurden 20 Personen zunächst nach Fünfkirchen gebracht. Von dort wurden sie schließlich per Zug in die Sowjetunion verschleppt. Vier überlebten die Zeit in deer Sowjetunion nicht.
Am 20. Januar 1945 wurde der Waffenstillstandsvertrag zwischen der Sowjetunion und der neuen ungarischen Regierung unter von Dálnok mit vorläufigem Sitz in Debrecen unterzeichnet. Mit dem Gesetz Nr. 600/1945M.E. im Rahmen der sgn. Agrarreform wurde die Auflösung des Großgrundbesitzes zugunsten des Landvolkes beschlossen. Gemäß §5 werden darin u. a. die Volksdeutschen d. h. die Schwaben als Landesverräter, Kriegsverbrecher und Volksfeinde angesehen. Aufgrund der Verordnung 2400/1945F.M. wurde schließlich die Bodenreform von Bodenbeanspruchungskommissionen durchgeführt. In Ág geschah dies am 5. Mai 1945. Dabei wurden insgesamt 346 kat. Joch und 1400 Quadratklafter beansprucht und beschlagnahmt.
Der Beschluss zur Aussiedlung der Deutschen aus Ungarn wurde am 22. Dezember 1945 in der Verordnung 12330/1945M.E. umgesetzt. Diese ordnet eine Vertreibung aller mit deutscher Volkszugehörigkeit, Muttersprache, deutschem Namen sowie aller Mitglieder des Volksbundes oder einer bewaffneten deutschen Formation an. In einem Protokoll vom 13. September 1947 des Bodenamts in Pécs wurde eine Liste der in Ág zu Enteignenden erstellt. Jedoch bereits ab dem 13. September 1945 erfolgte die Enteignung erster deutscher Familien in Ág. Der endgültige Beschluss vom 6. Dezember 1947 enthält die Namen der nach Deutschland auszusiedelnden Grundbesitzer. Nach Zeitzeugenberichten wurden in einer ersten Aussiedlung am 26. April 1948 143 Personen mit dem Zug von Dombóvár nach Pirna in Sachsen transportiert. Später, am 20. August 1948, folgten nochmal 43 Personen. Bereits vor der Zwangsaussiedlung hatten bereits 37 Personen Ág freiwillig verlassen. Von der Zwangsaussiedlung befreit waren 80 Personen. Nach einem Gemeindefragebogen von 1949 wurden 268 ausgesiedelt, 139 blieben zurück und 85 Personen waren freiwillig gegangen. (Die nach dem Zweiten Weltkrieg Zwangsausgesiedelten werden heute allgemein als Heimatvertriebene bezeichnet.) Im Jahr 1952 verließen im Rahmen von Familienzusammenführungen weitere Personen Ág.
Ab 1949 etablierte die von der Sowjetunion eingesetzte kommunistische Regierung eine landwirtschaftliche Kolchose in Ág.
Heute leben noch vereinzelt Ungarndeutsche in Ág. Die Mehrheit der Einwohner besteht aktuell aus Ungarn sowie aus ungarischen Roma. Land- und Viehwirtschaft wird nicht mehr oder lediglich für den Eigenbedarf betrieben.

## Ág heute

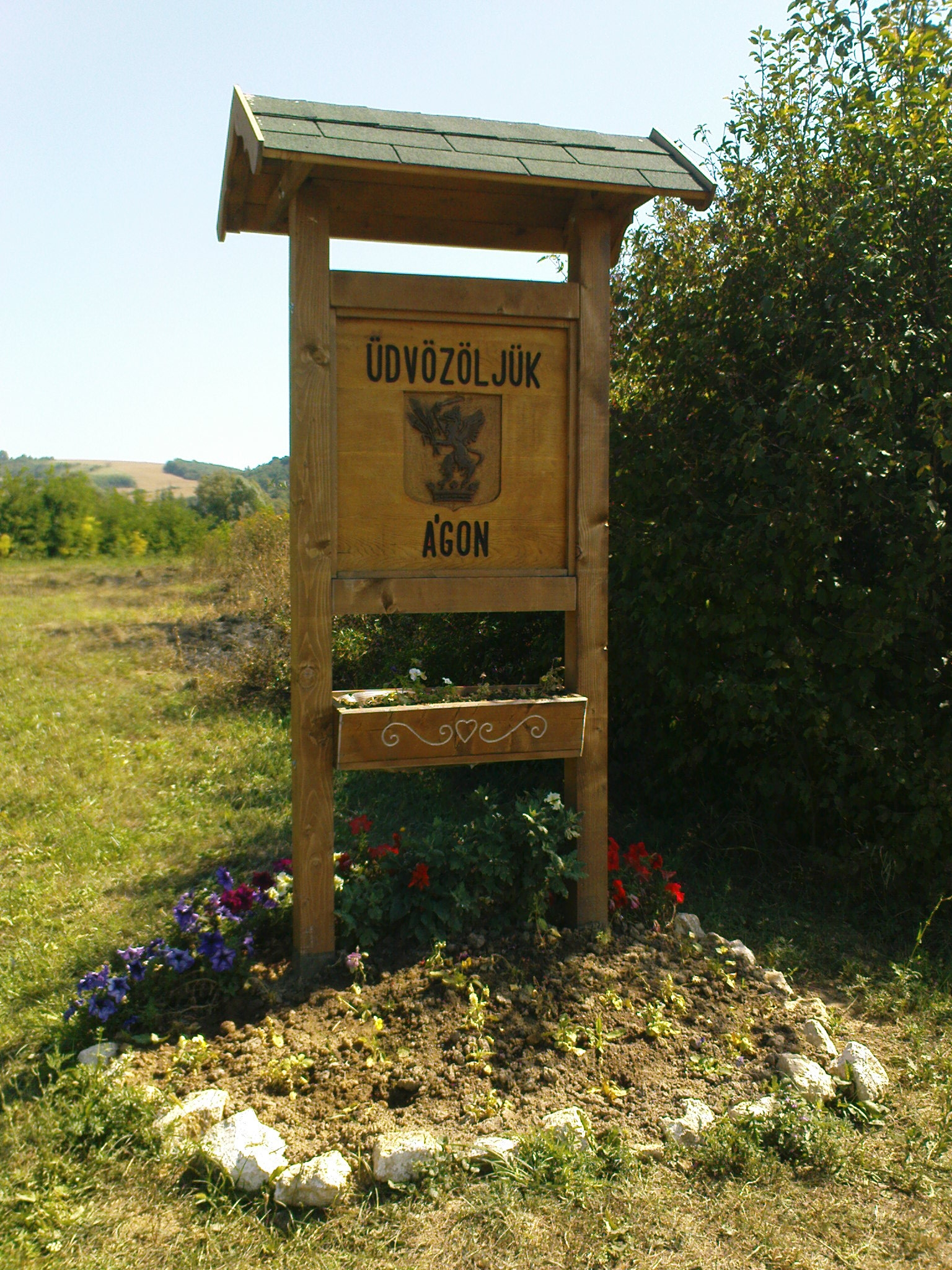
Üdvözöljük Ágon - Willkommen in Ág
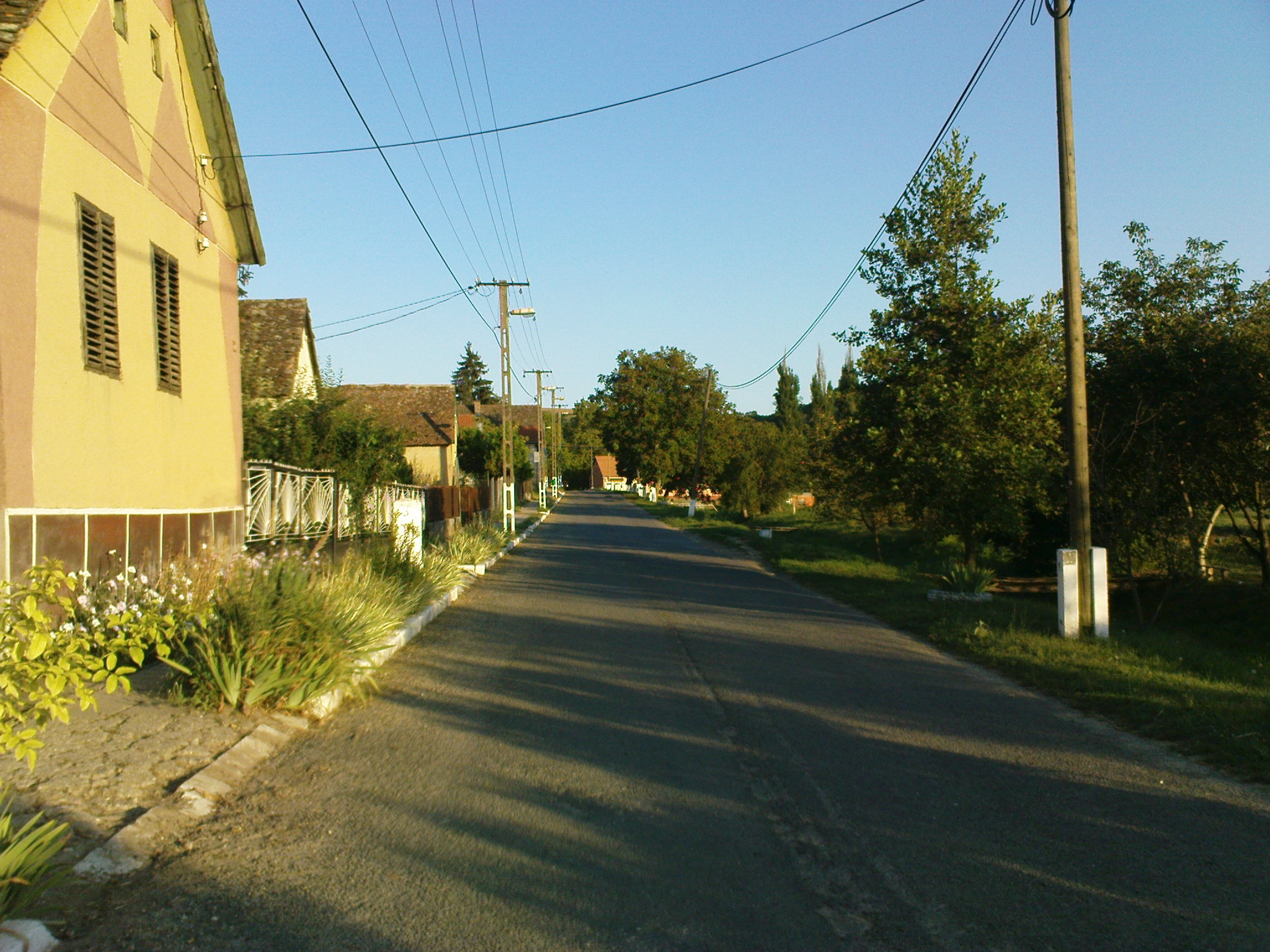
Dorfstraße
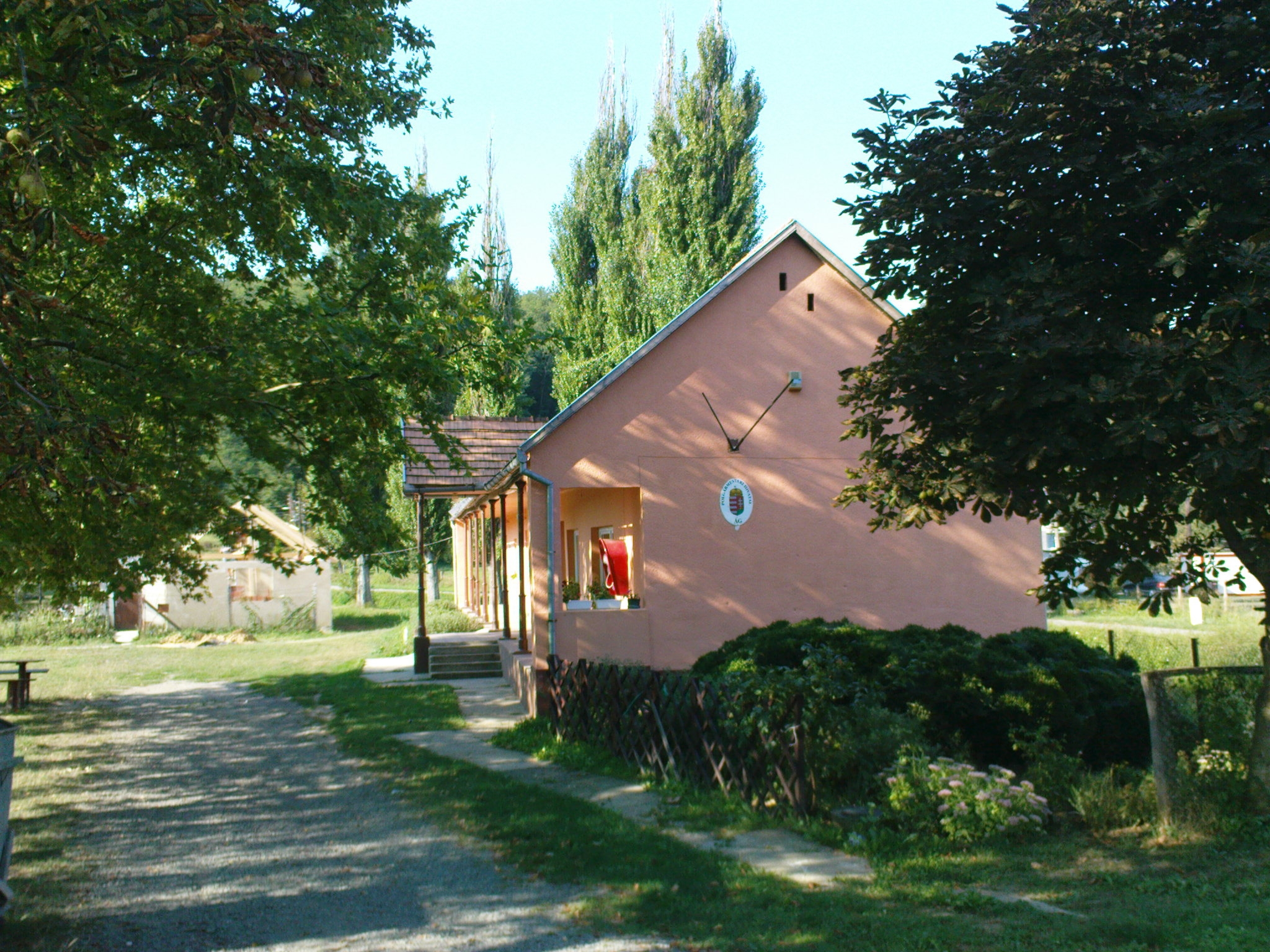
Gemeindeverwaltung
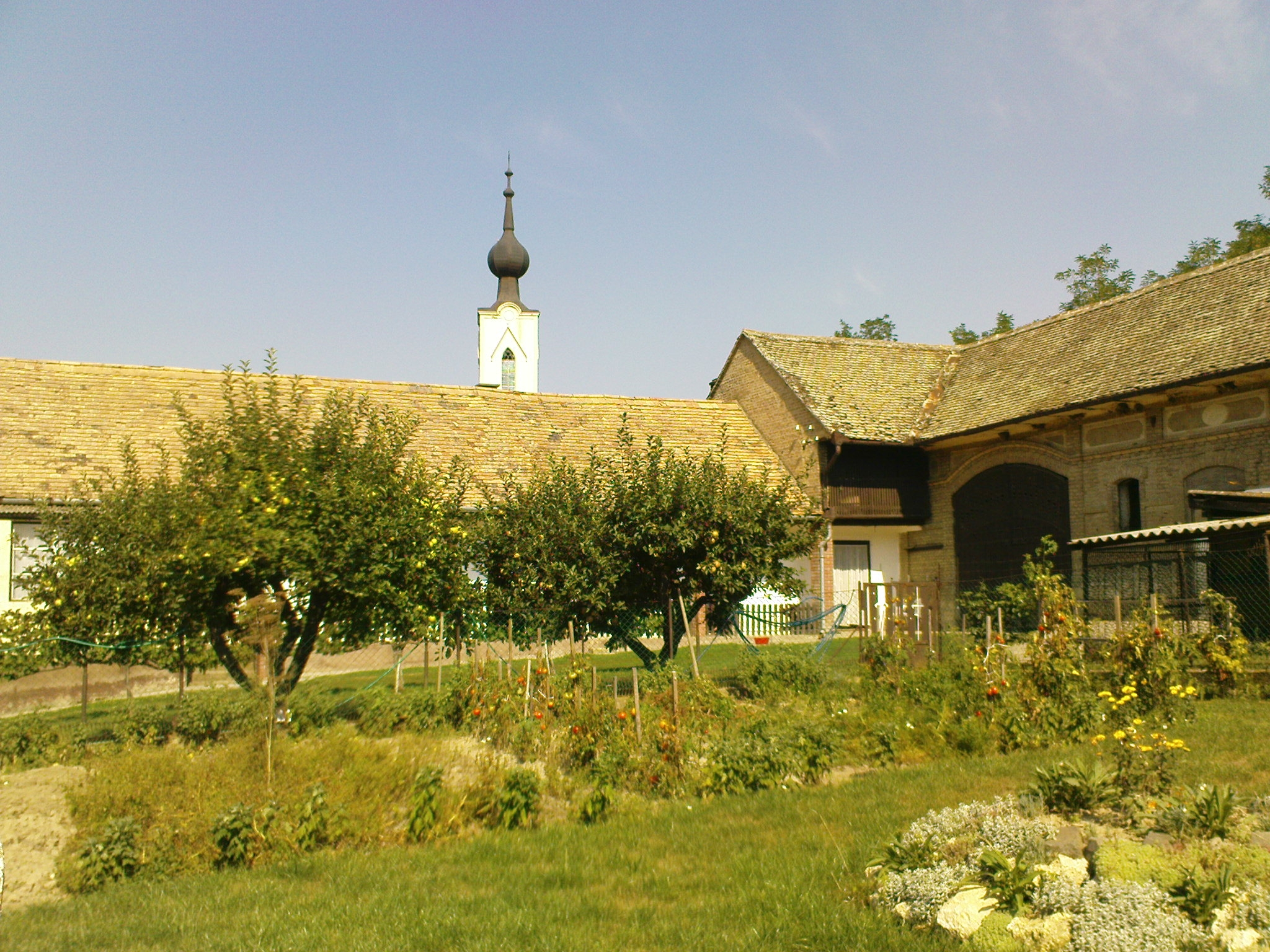
Typisches Bauernhaus